# Пипия, Георгий Владимирович
Георгий Владимирович Пипия (14 июля 1926, с. Кочара — 27 ноября 2001, Москва) — генерал-майор КГБ СССР.

## Биография
Родился в селе Кочара (ныне — Очамчырский район Абхазии).
В 1942 году окончил школу. Через три года был избран секретарем комитета ВЛКСМ. В конце 1946 года направлен на учебу в двухгодичную партийную школу при ЦК КП(б) Грузии, по окончании которой работал первым секретарем Ткварчельского горкома ВЛКСМ. С 1946 года — член ВКП(б).
В 1948 году был направлен от ЦК ВКП(б) на учебу в высшую школу МГБ СССР.
В 1954 году с отличием окончил исторический факультет Тбилисского государственного университета, в 1961 году — аспирантуру ТГУ.
Работал на руководящих должностях МГБ — МВД Грузинской ССР и Абхазской АССР.
В 1963 году присвоено звание «Почетный сотрудник госбезопасности».
В 1964 г. был направлен на работу в Центр.
Генерал-майор. С июня 1978 года по февраль 1983 года — начальник Управления КГБ СССР по Мурманской области.
С февраля 1983 до октября 1991 года — начальник Управления «Н» 2 ГУ КГБ СССР.
Доктор исторических наук, профессор. Автор книг «Политика Германии в Закавказье в 1918 году», «Германский империализм в Закавказье в 1910—1918 гг.» и других.
Скончался 27 ноября 2001 года в Москве. Похоронен на Троекуровском кладбище, участок № 4.

## Интересные факты
По личному поручению председателя КГБ СССР Юрия Андропова Георгий Пипия консультировал съёмки телефильма «Семнадцать мгновений весны» под псевдонимом Колх, потом принял участие в съёмках фильма Леонида Парфёнова «Семнадцать мгновений весны. 25 лет спустя».